# Affaire Fañch
L'affaire Fañch est une affaire judiciaire française à propos d'une controverse sur l'enregistrement du prénom Fañch. 

## Contexte

### Fañch
Fañch est un prénom breton masculin, hypocoristique de Frañsez, équivalent breton du prénom français François. Ôter le tilde du prénom Fañch change la prononciation du prénom, car le digramme añ correspond à [ɑ̃ː] ou [ã] en breton alors que an en breton se prononce [ɑ̃n].

### Attribution des prénoms en France
Le Code civil dispose que :
Les prénoms de l'enfant sont choisis par ses père et mère. La femme qui a demandé le secret de son identité lors de l'accouchement peut faire connaître les prénoms qu'elle souhaite voir attribuer à l'enfant. A défaut ou lorsque les parents de celui-ci ne sont pas connus, l'officier de l'état civil choisit trois prénoms dont le dernier tient lieu de nom de famille à l'enfant. L'officier de l'état civil porte immédiatement sur l'acte de naissance les prénoms choisis. Tout prénom inscrit dans l'acte de naissance peut être choisi comme prénom usuel. Lorsque ces prénoms ou l'un d'eux, seul ou associé aux autres prénoms ou au nom, lui paraissent contraires à l'intérêt de l'enfant ou au droit des tiers à voir protéger leur nom de famille, l'officier de l'état civil en avise sans délai le procureur de la République. Celui-ci peut saisir le juge aux affaires familiales.

### Lettres diacritées
La circulaire ministérielle du 23 juillet 2014, établissant une liste limitative de lettres diacritées pouvant être utilisés dans l'état civil, dans laquelle ne figure pas le tilde : « les voyelles et consonnes accompagnées d’un signe diacritique connues de la langue française sont : à - â - ä - é - è - ê - ë - ï - î - ô -ö - ù - û - ü - ÿ - ç ».
L'instruction générale relative à l'état civil prescrit depuis 1987 que : « Les signes diacritiques utilisés dans notre langue sont : les points, accents et cédilles. […] On ne doit pas retenir d'autres signes qui font partie de certains alphabets romains mais qui n’ont pas d'équivalent en français (tel que le « tilde » espagnol) » (article 106).Philippe Blanchet, professeur de sociolinguistique à l'université Rennes 2 et spécialiste des discriminations linguistiques, publie un article sur son blogue critiquant l'argumentation du ministère public qu'il qualifie de « jugement entre idéologie, préjugés et ignorance »[source secondaire souhaitée]. Il estime que « L'idée même d'écrire un prénom en français n'a guère de sens ».

### Droits
Ces deux sources appliquent les textes suivants :
- la Constitution, qui dispose que « la langue de la République est le français » (article 2, alinéa 1er)[8] et en application de laquelle le Conseil constitutionnel rappelle que : « l'usage du français s'impose aux personnes morales de droit public et aux personnes de droit privé dans l'exercice d'une mission de service public ; que les particuliers ne peuvent se prévaloir, dans leurs relations avec les administrations et les services publics, d'un droit à l'usage d'une langue autre que le français, ni être contraints à un tel usage » (décision n° 2001-456 DC du 27 décembre 2001, alinéa 48)[9] ;
- la loi no 94-665 du 4 août 1994 relative à l'emploi de la langue française[10] ;
- la loi no 118 du 2 thermidor an II (20 juillet 1794) « portant qu'à compter du jour de sa publication, nul acte public ne pourra, dans quelque partie que ce soit du territoire de la République, être écrit qu'en langue française »[11], [12] ;
- l'arrêté du 24 prairial an XI « qui fixe l'époque à compter de laquelle les actes publics devront être écrits en français dans les départemens de la ci-devant Belgique, de la rive gauche du Rhin, et de la 27e division militaire »[13].

Un arrêt de la Cour européenne des droits de l'homme (CEDH) du 24 octobre 1996 : « le choix du prénom de l'enfant par ses parents revêt un caractère intime et affectif, et entre donc dans la sphère privée de ces derniers » (affaire Guillot, article 22) ;

### Langues régionales
D'après la Constitution :
« Les langues régionales appartiennent au patrimoine de la France » (article 75-1 dont le Conseil constitutionnel a cependant décidé en 2011 qu'il ne crée ni droit ni liberté,).

### Autres affaires
La jurisprudence de la Cour européenne des droits de l'homme (CEDH) comporte une requête similaire (no 27977/04) déclarée irrecevable à l'unanimité le 25 septembre 2008. En effet, la Cour a considéré que le refus des autorités françaises d'enregistrer un prénom avec une orthographe catalane (Martí avec accent aigu sur le « i ») ne constituait ni une atteinte injustifiée et disproportionnée au droit des parents à une vie privée et familiale (article 8 de la Convention européenne des droits de l'homme), ni une discrimination en raison de leur appartenance à une minorité nationale (article 14), ni une atteinte au droit des parents à un procès équitable (article 6) : « la justification avancée par le Gouvernement [français], à savoir l'unité linguistique dans les relations avec l'administration et les services publics, s'impose [...] et s'avère objective et raisonnable ».
L'AFP note la difficulté de changer la circulaire : « Dans les années 2000, les parents de Martí (prénom catalan avec un accent aigu sur le i) avaient essuyé revers sur revers, jusque devant la Cour européenne des droits de l'homme. » D'autres procès sont en cours pour les refus de signes diacritiques absents de la circulaire de 2014, comme par exemple l'apostrophe dans le prénom Derc’hen, finalement accepté par le parquet de Rennes le 26 janvier 2018 au motif qu'« il en résulte que la circulaire du 23 juillet 2014 ne statuant pas expressément sur l'utilisation de l'apostrophe et s'agissant en outre d'un signe orthographique d'utilisation courante, il peut être considéré que son emploi n'est pas formellement interdit ».

## Chronologie

### 2017
En 2017, le service de l'état civil de la mairie de Quimper déclare que le tilde ne peut pas être utilisé pour le prénom de l'enfant. Ils reviennent sur cette décision.

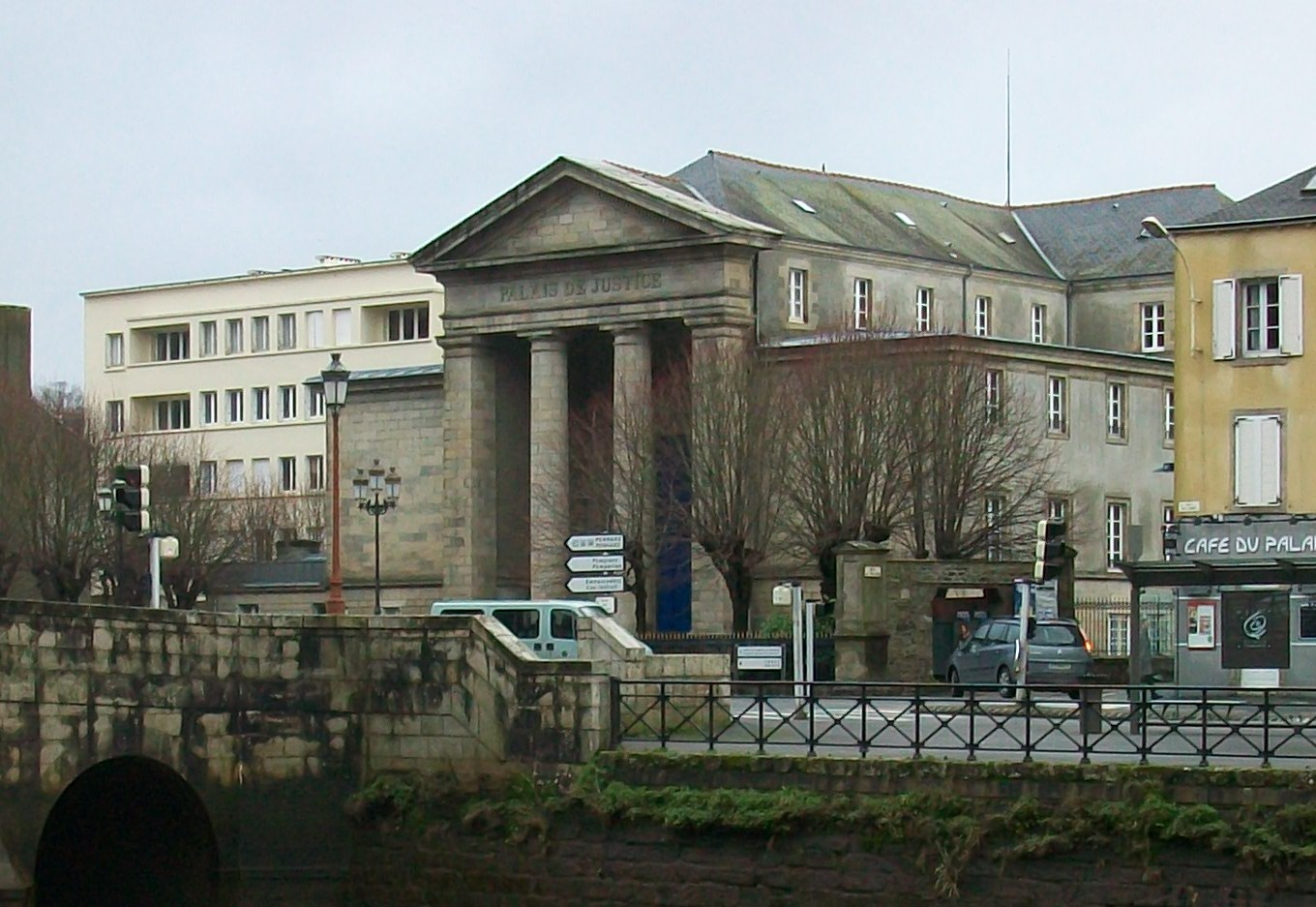
Le tribunal de grande instance de Quimper, où a lieu la première procédure contentieuse.

Le 5 juillet 2017 cependant, les parents de Fañch sont convoqués au tribunal de grande instance de Quimper pour une « demande de rectificatif d’un acte d’état-civil, ou des jugements déclaratifs ou supplétifs d’acte de l’état-civil ».
Dans son délibéré envoyé à la famille le 13 septembre 2017, le tribunal de grande instance de Quimper ordonne la rectification du prénom enregistré à l'état civil,, considérant qu'admettre le tilde reviendrait « à rompre la volonté de notre État de droit de maintenir l'unité du pays et l'égalité sans distinction d'origine ».
En septembre 2017, 21 députés bretons de La République en marche ont écrit à Nicole Belloubet, garde des Sceaux, ministre de la Justice, afin de lui demander de modifier la circulaire du 23 juillet 2014 relative à l’état civil et d'autoriser les signes diacritiques contenus dans les prénoms en langues régionales.

### 2018
Après un premier jugement défavorable du tribunal de grande instance de Quimper, la cour d'appel de Rennes valide par un arrêt du 19 novembre 2018 l'utilisation du tilde sur le prénom Fañch avec signe diacritique au motif qu'il ne porte pas atteinte au principe de rédaction des actes publics en français ni à l'article 2 de la constitution.
Symboliquement, le musicien Alan Stivell utilise le tilde dans le titre de son album Human~Kelt et commente cette affaire en octobre 2018 : « Le diable est dans le détail comme on dit. Tout le ressenti de la Bretagne contre Paris se résume à ce Tildé. Pourquoi Paris se prend pour Louis XIV, décide et commande au nom des bretons ? ».
À l'occasion de la naissance de l'enfant, Mark Kerrain a composé en 2018 une Gwerz Fañchig Kemper, publiée dans son recueil Gwerz Fañch.

### 2019
Le 17 octobre 2019, la Cour de cassation rejette le pourvoi formé par le procureur général en raison d’une erreur de procédure et autorise donc définitivement l’enfant à garder le tilde sur son prénom. La famille de l'enfant reçoit le soutien de l'association Skoazell Vreizh.
Un autre bébé voit l'utilisation du tilde refusé en novembre 2019.

la même année, Bernez Rouz, président du Conseil culturel de Bretagne (CCB), publie une notice historique sur les usages ancien de ce tilde dans la langue française où il défend que ce signe était couramment utilisé dans la langue française :

« Les scribes médiévaux utilisaient couramment un signe ayant la forme d'un trait horizontal, recourbé ou non à ses extrémités et qui était placé au-dessus d'un mot pour indiquer son abréviation. Ils appelaient ce signe le titulus. Cette abréviation paléographique a été appelée titre ou tiltre en français médiéval et tilde en langue castillane : « Tiltre, signifie tantost vne ligne qu'on met sur des lettres pour suppléer l'abbreuiation des lettres totales d'vn mot que l'Espagnol appelle Tilde, le tirant du Latin Titulus, ainsi que nous. » écrit Jean Nicot en 1606 dans son Thresor de la langue françoyse tant ancienne que moderne. […] Il serait sans doute simple de modifier la circulaire du 23 juillet 2014 relative à l'état civil. »

— Bernez Rouz

### 2020
En juin 2020, Bernez Rouz, président du Conseil culturel de Bretagne, publie un résumé de l’affaire sous le titre Fañch, le prénom breton qui fait trembler la République. Il cite notamment le Grand Larousse de la Langue Française de 1989 : « La lettre consonne n ou m notant la nasalité d’une voyelle a été très tôt remplacée dans les manuscrits par une – barre de nasalité – que maintient l’emploi du tilde dans les alphabets phonétiques modernes. Cette barre, irrégulièrement usitée, était encore courante au XVIe siècle et se rencontre dans des textes imprimés jusqu’à la fin du XVIIe siècle (Quinte-Curce de Vaugelas, 1653 ; Grammaire de Chiflet, 1664). La possibilité de confusion avec les accents ainsi que les flottements de la dénasalisation expliquent l’abandon de ce signe diacritique ». Celui-ci est remis à l'honneur par les écrivains romantiques, et les mots señor, señora, señorita, doña, cañon sont acceptés dans les dictionnaires français de la fin du XIXe siècle mais aussi du XXe et XXIe siècles comme dans Le Petit Robert, Le Petit Larousse ou le Trésor de la langue française informatisé.

### 2023
En s'appuyant sur la jurisprudence de l'enfant né à Quimper, le maire de Lorient a inscrit, le 22 juin 2023, un Fañch sur son registre d'état civil. En septembre, le procureur a fait rectifier l'acte de naissance de l'enfant et ses parents ont annoncé se pourvoir en justice. L'audience s'est tenue en février 2025.
En juillet 2023, un enfant Fañch est né à Angers. À la suite d'un recours du procureur, ses parents sont convoqués par le Juge aux affaires familiales en février 2024, pour modifier le prénom de l'enfant. Après une décision défavorable en première instance, ils ont fait appel en décembre 2024, la justice leur a donné raison le 24 février 2025.

### 2025
Le 24 février 2025, la cour d'appel de Rennes considérant que "l'usage du tilde n'est pas inconnu de la langue française" donne satisfaction au couple en acceptant ce prénom, déjà utilisé par le passé et présent sur certains documents d'identité,. Mais le parquet général dépose un pourvoi en cassation contre l'arrêt de la cour le 22 novembre 2018, « compte tenu des éventuelles répercussions nationales de l’arrêt ».
Le 27 février 2025, la cour d'appel d'Angers se prononce sur l'utilisation du tilde dans une autre affaire.
Le pourvoi est rejeté par la première chambre civile de la Cour de cassation le 17 octobre 2019, mettant donc un terme à l’affaire en autorisant l’enfant à conserver la graphie de son prénom incluant la lettre diacritée ñ. L’arrêt du pourvoi repose sur « une erreur de procédure » d’après l’avocat de la famille, et ne contient donc pas de considération de fond sur les arguments retenus par la cour d’appel de Rennes.
À la suite du rejet du pourvoi en cassation, plusieurs initiatives sont prises pour consolider cet état du droit. Le gouvernement annonce en février 2020 préparer un décret en Conseil d’État visant à permettre l’intégration de ces signes diacritiques. Une loi relative à la promotion des langues régionales est adoptée en avril 2021, sur proposition du député Paul Molac ; elle autorise notamment l'inscription dans les actes d'état civil de tous les signes diacritiques en langue régionale,. Néanmoins, à la suite d'un recours déposé par des députés de la majorité présidentielle auprès du Conseil constitutionnel, celui-ci censure en mai 2021 deux articles de la loi, dont celui qui "prévoit que les signes diacritiques des langues régionales sont autorisés dans les actes de l'état civil", estimant qu'il contrevient à l'article 2 de la Constitution.